# The Road (Super Junior专辑)
《The Road》是韓國演唱團體Super Junior的第十一張韓語正規專輯，專輯分為Vol.1與Vol.2發行，
Vol.1於2022年7月12日發行，與該組合上一張韓語正規專輯《The Renaissance》相隔約一年三個月，也是繼上張韓語單曲專輯《The Road : Winter for Spring》後時隔四個多月的回歸活動。同時該專輯也寫下SM娛樂史上首次旗下藝人發行正規11輯的新歷史。
Vol.2《The Road : Celebration》，於2022年12月15日發行。
Super Junior第十一張正規專輯合輯《The Road》於2023年1月6日正式發行，專輯收錄曲由SJ在2022年發行的特別單曲專輯《The Road : Winter for Spring》、Vol.1《The Road : Keep on Going》、Vol.2《The Road : Celebration》的The Road三部曲組成。

## 發行與宣傳
2022年6月13日，Label SJ官方宣布Super Junior將於2022年7月12日發行第十一張正規專輯Vol.1《The Road : Keep on Going》。
2022年6月14日韓國時間下午3時開始，該專輯的STREET版本和LINE版本等2版本專輯將開始預售。這次的第11張正規專輯將分為Vol.1和Vol.2發售。7月12日相當於Vol.1的《The Road : Keep on Going》首先公開，之後Vol.2專輯和音源預計於2022年下半年發布。而正規11輯Vol.1共收錄了5首新曲。
Super Junior預計將展示符合正規專輯重量感的高完成度音樂和舞台。此外，2022年2月28日發行的特別單曲《The Road : Winter for Spring》，在出道17週年之際以甜美的歌聲魅力的音樂帶來新的感性，獲得粉絲的熱烈的反響。預計於同年7月12日發行的正規11輯Vol.1《The Road : Keep on Going》和全新的世界巡演《Super Junior World Tour - Super Show 9 : Road》以「Road」連接的「The Road」也吸引了人們的視線。他們的新旅程將如何展開，受到了全世界音樂迷們的關注。
Super Junior也將在2022年7月12日下午6點(韓國時間)發行正規11輯Vol.1《The Road : Keep on Going》，並於2022年7月15日至17日在首爾蠶室室內體育館舉行第九次世界巡迴演唱會「Super Show 9 : Road」。此外，也因為該專輯發行同時，Super Junior也同時籌備世界巡演Super Show 9的活動，因此該專輯Super Junior並未出演音樂節目進行打歌活動。

## 曲目
| Vol.1, Vol. 2 | Vol.1, Vol. 2  | Vol.1, Vol. 2 |
| 曲序          | 曲目           | 时长          |
| ------------- | -------------- | ------------- |
| 1.            | Mango          | 3:20          |
| 2.            | Don't Wait     | 3:00          |
| 3.            | My Wish        | 4:07          |
| 4.            | Everyday       | 3:00          |
| 5.            | Always         | 3:53          |
| 6.            | Celebrate      | 3:34          |
| 7.            | Hate Christmas | 3:11          |
| 8.            | Snowman        | 3:15          |
| 9.            | White Love     | 2:52          |
| 10.           | If only you    | 3:51          |
| 总时长：      | 总时长：       | 34:10         |

| Bonus Track | Bonus Track    | Bonus Track |
| 曲序        | 曲目           | 时长        |
| ----------- | -------------- | ----------- |
| 11.         | Callin'        | 3:49        |
| 12.         | Analogue Radio | 3:26        |

## 榜單成績

### Circle Chart
- Vol.1《The Road : Keep on Going》

| 地區 | 榜單          | 類型     | 停留時間               | 最高位置          | 參考資料 |
| ---- | ------------- | -------- | ---------------------- | ----------------- | -------- |
| 韓國 | Circle 專輯榜 | 專輯週榜 | 2022年7月10日－7月16日 | #3 （170,980張）  |          |
| 韓國 | Circle 專輯榜 | 專輯月榜 | 2022年7月              | #13 （176,846張） |          |
| 韓國 | Circle 專輯榜 | 專輯年榜 | 2022年                 | #81 （178,561張） |          |

- Vol.2《The Road : Celebration》

| 地區 | 榜單          | 類型     | 停留時間                 | 最高位置          | 參考資料 |
| ---- | ------------- | -------- | ------------------------ | ----------------- | -------- |
| 韓國 | Circle 專輯榜 | 專輯週榜 | 2022年12月11日－12月17日 | #1 （147,253張）  |          |
| 韓國 | Circle 專輯榜 | 專輯月榜 | 2022年12月               | #9 （164,426張）  |          |
| 韓國 | Circle 專輯榜 | 專輯年榜 | 2022年                   | #88 （164,426張） |          |

## 銷量
根據Circle Chart專輯榜單，Vol.1《The Road : Keep on Going》專輯初動銷量達17萬張；Vol.1與Vol.2於2022年總銷量合計為34萬2987張，此外2022年《The Road》三部曲(包含特別單曲專輯《The Road : Winter for Spring》)總銷量則有53萬3856張。